# 市原市立姉崎公民館
市原市立姉崎公民館（いちはらしりつ あねさきこうみんかん）は、千葉県市原市姉崎にある公民館。市原市立姉崎中学校と市原市立姉崎東中学校の学区における市民文化拠点である。

## 概要
姉崎地区において、実際生活に即する教育・学術及び文化に関する各種の事業を行い、もって住民の教養の向上・健康の増進・情操の純化を図り、生活文化の振興・社会福祉の増進に寄与することを目的としている。
姉崎町時代に設置されてから現在地へ移転するまでの旧所在地は、姉ケ崎駅近くの、現在は上町中央公民館が所在している付近で、1980年（昭和55年）に旧市原市立姉崎中学校跡地に移転した。市原市役所姉崎支所が同敷地内にある。

## 沿革

### 概歴
市原郡姉崎町時代の1953年（昭和28年）に、国鉄姉ケ崎駅付近の姉崎字上町にて姉崎町公民館として開館した。姉崎町における公民館は初めてで、市原郡内では八幡町公民館、南総公民館、養老公民館に次いで4館目のものであった。1963年（昭和38年）には、市原市市制施行によって市原市に移管され、市原市立姉崎公民館と名称変更された。1980年（昭和55年）に、一定規模の土地面積がありつつも空き地となっていた、旧市原市立姉崎中学校跡地に移転している。

### 年表
- 1953年（昭和28年）5月3日 - 姉崎字上町に姉崎町公民館として設置[4]。
- 1963年（昭和38年）5月1日 - 市原市立姉崎公民館に改称[3]。
- 1980年（昭和55年）3月29日 - 旧姉崎中学校跡地の姉崎2150番地1に新築移転[3]。

## 施設
敷地に関する詳細は以下の通りである。
| 所在地     | 市原市姉崎2150番地1    |
| 敷地面積   | 8,245m2                |
| 用途地域   | 第一種低層住居専用地域 |
| 指定建蔽率 | 50%                    |
| 指定容積率 | 100%                   |
| 所有者     | 市原市                 |
| 取得価格   | 289,509,700円          |

### 建物
敷地内の建物に関する詳細は以下の通りである。
| 棟番号 | 棟名称     | 構造 | 階数 | 階数 | 延床面積    | 建築年 | 耐震情報 | 耐震情報   | 耐震情報 | 備考 |
| 棟番号 | 棟名称     | 構造 | 地上 | 地下 | 延床面積    | 建築年 | 基準     | 診断       | Is値     | 備考 |
| ------ | ---------- | ---- | ---- | ---- | ----------- | ------ | -------- | ---------- | -------- | ---- |
| 001    | 公民館     | RC造 | 2    | 0    | 2,134.22 m2 | 1980年 | 旧基準   | 耐震強化済 | 1.34     |      |
| 002    | 倉庫・物置 | CB造 | 1    | 0    | 13.90 m2    | 1995年 | 新基準   | 耐震性有   |          |      |

## 機能

### 文化施設
以下の機能が存在する。
- 会議室：収容人数36人
- 研修室：収容人数54人
- 視聴覚室：収容人数30人
- 調理室：収容人数20人
- 和室：収容人数30人
- 茶室：収容人数10人
- 図書室

### 体育施設
以下の機能が存在する。
- 体育室：バレーボール2面、バスケットボール1面、卓球台12台、バドミントン4面

## 利用案内
利用案内は以下の通りである。
施設（図書室以外）
- 利用時間：9時から21時まで

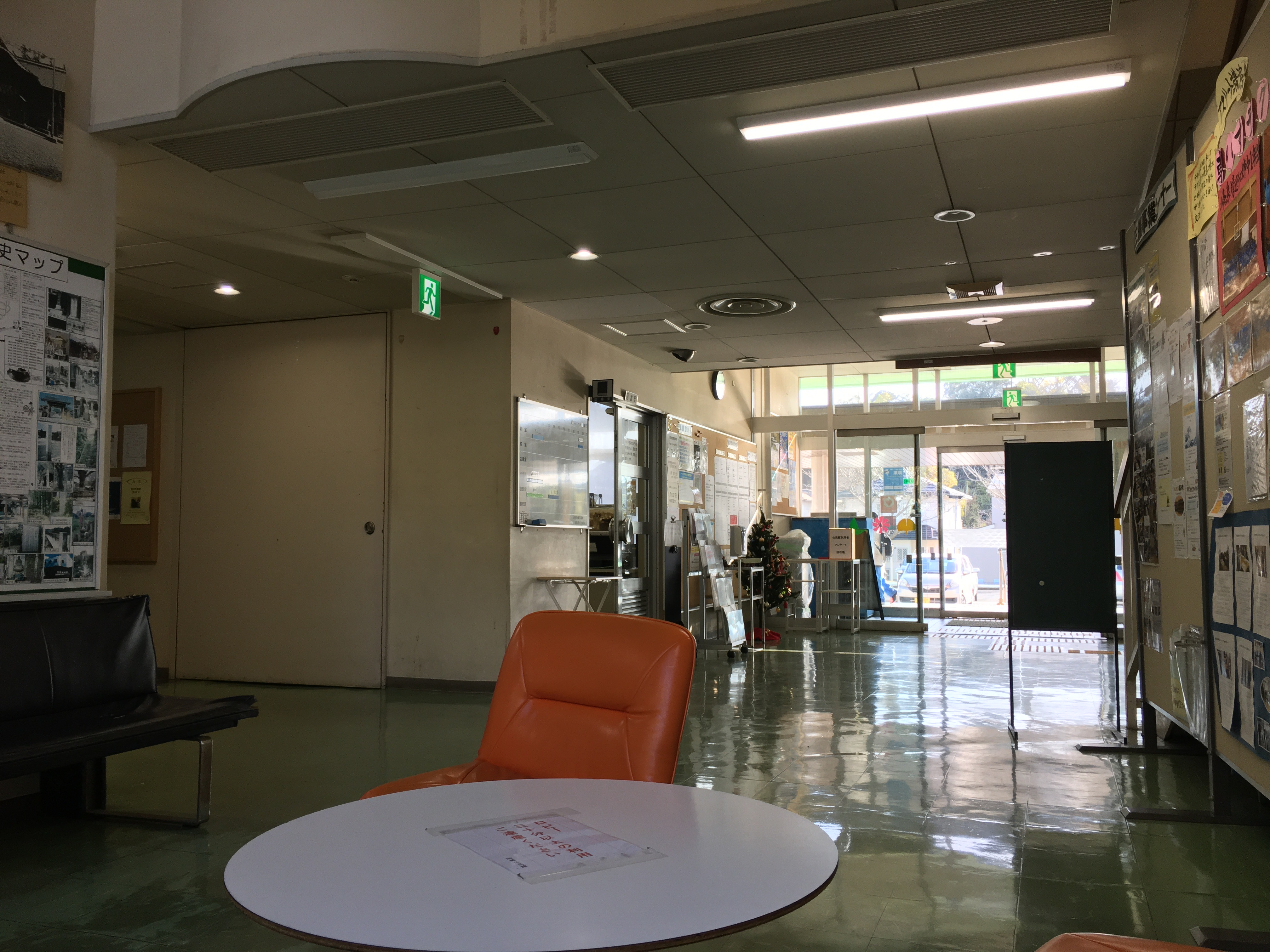
出入口（ロビーから）

- 公民館の休館日は、年末年始（12月29日から翌1月3日まで）

図書室
- 開室時間：9時30分から17時まで。水・金曜日は19時まで（祝日と重なる場合は17時まで）。
- 閉室日：年末年始、月末図書整理日（土・日・祝日を除く月最後の平日）、特別整理期間、公民館休館日（年3回）

体育室一般開放
- 無料開放日時：毎月第4日曜日の9時から17時[注 1]

## 近隣施設
- 市原市役所姉崎支所
- 市原市立姉崎認定こども園
- 市原市立姉崎小学校
- 市原市立姉崎中学校
- 市原市立姉崎東中学校
- 姉埼神社
- 姉崎山王台古墳
- 出光興産勾当水社宅
- 出光興産山王台社宅跡

## アクセス
- JR内房線姉ケ崎駅
- 小湊鐵道バス「姉崎中学校」又は日東交通バス「姉ヶ崎中前」から徒歩2分